# Кар (Италија)
Кар (итал. Quart) је насеље у Италији у округу Долина Аосте, региону Долина Аосте.
Према процени из 2011. у насељу је живело 3103 становника. Насеље се налази на надморској висини од 541 м.

## Становништво
| 1931. | 1936. | 1951. | 1961. | 1971. | 1981. | 1991. | 2001. | 2011. |
| ----- | ----- | ----- | ----- | ----- | ----- | ----- | ----- | ----- |
| 2.135 | 2.096 | 2.069 | 2.082 | 2.021 | 2.156 | 2.602 | 3.103 | 3.872 |